# Bayard (Virginia Occidental)
Bayard es un pueblo ubicado en el condado de Grant en el estado estadounidense de Virginia Occidental. En el Censo de 2010 tenía una población de 290 habitantes y una densidad poblacional de 360,03 personas por km².

## Geografía
Bayard se encuentra ubicado en las coordenadas 39°16′16″N 79°21′58″O / 39.27111, -79.36611. Según la Oficina del Censo de los Estados Unidos, Bayard tiene una superficie total de 0.81 km², de la cual 0.81 km² corresponden a tierra firme y (0%) 0 km² es agua.

## Demografía
Según el censo de 2010, había 290 personas residiendo en Bayard. La densidad de población era de 360,03 hab./km². De los 290 habitantes, Bayard estaba compuesto por el 98.28% blancos, el 0% eran afroamericanos, el 1.38% eran amerindios, el 0% eran asiáticos, el 0% eran isleños del Pacífico, el 0% eran de otras razas y el 0.34% pertenecían a dos o más razas. Del total de la población el 0.34% eran hispanos o latinos de cualquier raza.